# 2019年泰國眾議院選舉
2019年泰國大选為2014年泰國軍事政變後睽違5年的選舉，日期由选举委员会于2019年1月23日在皇室頒布了授权法令後确定海外投票於3月4日至3月16日舉行、在全國各地進行提前投票於3月17日舉行、主要選舉於3月24日舉行。前一屆眾議院已被政變解散。
根據新憲法，總理不一定是眾議院的民選議員，將由全體議會選出，議會也包括250名參議院議員，而不是以前只有眾議院議員才會。
選舉結束四天后（3月28日）公佈了非正式結果；官方結果原預計於5月8日公佈，但因計算選票有疑義，最終拖延至5月28日才公布當選名單；眾議院於2019年6月5日召開會議，與參議員共同投票選出帕拉育·詹歐查擔任總理。

## 背景
2011年泰國大選，盈拉·欽那瓦與为泰党（PTP）獲得了壓倒性勝利，英拉組成新政府並擔任總理。
2013年11月，因執政黨研議赦免自2004年以來因得罪軍政府、參與政治集會而獲罪者（包括塔克辛·欽那瓦），民主黨籍的素貼·特素班為領袖，與數個團體組成了人民民主改革委員會(PDRC)，素貼自任該委員會秘書長。該組織策動了反政府的示威騷亂，期間曾與親政府的泰國紅衫軍發生多起衝突。
2013年12月，盈拉解散眾議院。
2014年2月2日，舉行第25屆參議員選舉，但由於反政府示威者的阻擾及民主黨杯葛選舉，大選的各地投票並未能在同一天完成，部分選區的議員無法產生。
2014年2月12日，泰國憲法法院經過審理後，決定不續審理由民主黨前民代威腊呈請的「2月2日大選無效」釋憲訴案，原因是起訴方所列理由沒有足夠的說服力，尚不能視為違反憲法第68條規定。對於为泰党呈請憲庭判決反政府組織妨礙大選屬於違憲行為，憲庭也予以駁回，原因是民間團體仍是依照憲法賦予的權力，進行反赦免法和不信任政府的政治集會。
2014年3月21日，泰國法政大學法律系講師吉迪蓬（Kittipong Kamolthammawong）主張大選違憲，並向憲法法庭提起選舉無效之訴。憲庭9位法官最終以6票贊成、3票反對判決2月2日大選無效，憲法法庭認為根據泰王蒲美蓬簽署的諭令，大選必須在2月2日舉行，但當日卻有28個選區無法舉行投票，即使政府計畫舉行補選，也違反在2月2日同一天舉行選舉的泰王諭令。
2014年5月7日，泰國憲法法庭認為泰國總理盈拉撤換國家安全委員會祕書塔雲，任命親戚標班擔任國家警察總長，違法濫權必須下台，此外參與這項決策的9位內閣首長也一併下台。 其後，由副總理兼商務部長的尼瓦塔隆·汶颂派讪被選為看守政府總理以取代英拉，但騷亂仍在持續。
2014年5月20日，時任泰國皇家陸軍（RTA）總司令的巴育將軍發動政變，宣布根據《1914年泰國戒嚴法》戒嚴。並非法解散看守政府，成立的警務機構：和平秩序行政中心（Peace and Order Maintaining Command，POMC）「維持和平與秩序指揮部」，且自任指揮官。
2014年5月22日，軍方單方面宣布中止《泰王國2007年憲法》並強行解散泰國眾議院。
2014年5月24日再宣布解散泰國參議院，接收所有立法權，意即泰國已無民主制度，進入軍事獨裁統治。其后由帕拉育自任泰國首相一職，並成立軍政府及委任立法議會。

## 過程
2014年5月22日，发生军事政变后，所有公民权利（包括投票权）被无限期剝奪，進入军事专政。 軍事政府曾承诺在2015年举行选举，但后来食言，以各種藉口推迟了选举。
2016年8月7日，在總投票率58%下，「你是否同意憲法草案？」以贊成票61.4%、反對票38.6%公投通過。「是否同意參議院（上議院）應該和眾議院（下議院）共同推選總理？」以赞成票58%、反對票42%公投通過。
2016年9月，总理帕拉育在联合国大会演講時曾聲稱选举将在2017年底举行。
2016年10月13日，蒲美蓬国王尚未簽署新憲法前駕崩，導致憲法無法生效。
2017年4月6日，瑪哈‧瓦集拉隆功國王透過電視轉播的儀式上簽署新憲法。
2017年10月，帕拉育在訪美期間又改口在2018年11月举行选举。
2018年1月，军方控制的立法議會推迟关于国会议员选举的法案 ，该法案是举行大选所需的四项法案之一。根據新宪法的规定，在所有必要的选举法生效后才在150天内举行选举。延迟执行任何法律都会推迟选举。
2019年1月23日，在皇室頒布了授權法令的幾個小時之後，選舉委員會確定於3月24日進行眾議院選舉。

## 選舉前情勢、選舉活動
本次大選有77個政黨競選選舉，包括兩個傳統政黨，為泰黨（支持前總理塔克辛·欽那瓦並在政變前佔多數席位）和民主黨（政變前的主要反對黨）和新成立的未來前進黨，以及幾個其他為泰黨黨派。
支持民主陣營主要可分成親塔克辛的為泰黨、泰衛國黨（Thai Raksa Chart Party）、為公黨（Pheu Tham Party）及為國黨（Pheu Chart Party）；反對軍政府政黨未來前進黨、泰自由黨（Thai Liberal Party）及平民黨（Commoner's Party）等。這些政黨都有明確立場，申明反對軍政府，不會與他們合作。
偏向獨裁的軍政府陣營則包括以軍政府勢力組成的人民國家力量黨、人民改革黨（People Reform Party）及泰國民力量黨（Action Coalition for Thailand Party）等，這些政黨的核心黨員都曾在軍政府中擔任官職，其中只有人民國家力量黨遞交了總理候選人名單，且被提名人為現任總理巴育。
傳統大黨民主黨黨主席阿披實曾在辯論會中公開表示「不支持巴育連任總理」，不過部分非民主黨支持民眾認為這只是阿披實個人的發言並不代表政黨立場，且不支持連任總理更不代表不會和軍政府合作，早在2008年阿披實就有和軍政府合作、自己擔任總理的記錄。
除了民主與獨裁兩大陣營外，還有一群未明確表明立場的政黨，如泰自豪黨（Bhumjaithai Party）、泰國家發展黨（Chart Thai Pattana Party）等，以及由前警察局長Seripisut Temiyavet領導的泰自由黨。

## 新的选举制度
2017年憲法引入的投票制度的變化首先在這次選舉中實施。

### 眾議員
眾議員共500席，其中350席為區域議員、150席為不分區議員（政黨名單席次），名為「分配式混合制」（MMA），採取類似德國聯立制的當選模式。
選民只會拿到一張選票，上面只有各政黨名稱，選民在選票上投給某政黨，將同時換算成該政黨的總得票率（總席次），以及該政黨在該選區下的候選人之得票。政黨得票數超過7.1萬（選後統計政黨票/500）者，方可獲得分配不分區議員。
席次運算公式為：「不分區議員席次（政黨名單席次）＝政黨總得票率*眾議員總席次－區域議員席次」。假如A政黨的全國總得票率為40%，並贏得全國150個選區，則該政黨的總席次應為500*40%=200席，區域議員席次為150席、不分區席次則是50席（200－150）。
與德國聯立制不同處，德國選民有2張選票，所以區域議員與不分區議員可分別投不同政黨、有可能出現超額席次、分配不分區議員有較高門檻限制（5%）。

### 總理
根據此次通過的選舉法案，政黨參議員總席次跨過25席者可最多推出3名人總理候選人，候選人可不具參議員身分，以參、眾議員共同投票並採相對多數制選出。
共有68人在選舉前通過資格審查，共有6人於選舉後取得候選人資格。

### 選區劃分
根據新憲法，選區的數量從400減少到350。因此2018年，選舉委員會（ECT）製定新的選舉區邊界，並改變制度。

## 最終結果
2019年5月28日，泰國中央選舉委員會公布了新的不分區議員分配結果，共有26個政黨進入國會眾議院，其中為泰黨137席、人民國家力量黨116席、未來前進黨81席、民主黨53席、泰自豪黨51席，此外還有21個政黨獲得1至10席不等。與中選會先前公告的名單相比，人民國家力量黨、民主黨和未來前進黨席位增加了各一席，其中人民國家力量黨與民主黨由於得票數增加，而使政黨名單或比率制民代名額增加。但有兩個小黨席位減少。
2019年6月5日，泰國第30屆總理選舉議員投票大會總計有參、眾議員747名與會。民主黨總計52名議員，除眾議院議長棄權外，其餘人全部支持巴育；泰自豪黨51名議員中，也只一人違抗黨的決議投棄權票，其餘全部支持巴育；其餘10個小黨派也倒向巴育，包含參議院250名議院支持下巴育最後獲得500票。以為泰黨和未來前進黨為首7個政黨、新經濟黨、為國黨支持塔納通，塔納通最後獲得244票。

## 爭議

### 盈拉遭彈劾、判刑
為了兌現2011年的競選承諾，為泰黨前總理盈拉在就職後推行以高於市價的價格向農民收購大米的計劃。
2015年1月23日，泰國反貪調查機構指控盈拉和她的政黨利用大米收購計劃從農民手中收買選票，並令政府助手中飽私囊。軍方支持的國家立法大會出席的219名議員中有190人投票彈劾，彈劾案通過，盈拉被罰五年內不得從政。
2017年9月27日，泰國最高法院今天宣判，遭罷黜前總理盈拉因稻米補貼政策犯下瀆職罪，判處5年有期徒刑。盈拉於此之前逃離泰國。

### 帕拉育候選人資格
泰國法律規定政府官員不得作為總理候選人參選，因此有人向選委會檢舉要求調查，身兼「全國和平秩序委員會」（NCPO）主席的帕拉育，是否符合資格。
監察機構調查後回覆，以憲法法院對「政府官員」的定義來看，帕拉育所符合的兩項定義，一為「擁有執法權力」，另一為「領取國家薪水」；不符合的兩項定義則為「經合法任命或當選」，以及「受國家監督指揮」。由於帕拉育不是由法律任命，而是根據特別法律、受王室任命成為NCPO主席，地位與普通官員不同，故符合總理候選人資格。

### 泰衛國黨遭解散
與前總理塔克辛關係密切的泰衛國黨（Thai Raksa Chart Party）2月8日到選委會登記烏汶叻公主為總理候選人。但泰王瓦吉拉隆功當天晚上發布王室聲明，表示王室成員不該參政。泰衛國黨2月9日發布聲明表示，將遵從泰王命令。
選委會於2月17日向憲法法庭提出請求；憲法法庭在3月7日開庭，並在當日下午公開宣佈裁決，表示泰衛國黨的作為有明顯證據違反君主立憲體制，即日起解散泰衛國黨，200多位區域與政黨名單候選人全數失去此次的參選資格，黨內13位常務委員會更被禁止參政10年。

### 民族電視台播放假訊息
民族電視台（Nation TV）於3月19日播出一則音頻新聞，主播卡諾（Kanok Ratwongsakul）在進新聞前還特別加註旁白說，「這段音頻最近在社交媒體上被瘋傳，你們仔細聽聽裡面是誰的聲音。」，儘管主播從頭到尾並未提到前總理塔克辛或未來前進黨黨魁塔納通的名字，但電視台卻製作「圖片剪影」特效，使畫面中的黑影看起來就像是塔克辛和塔納通。
後遭網友們進行追查，發現那是一段被移花接木的音頻，分別來自他和中學學生的對話，另一段則是他接受英國國家廣播公司泰國分部（BBC Thai）的訪問。未來前進黨黨魁塔納通3月20日接受民族電視台其他節目訪問時，直接表明那段音頻是假的。

### 境外選票遭作廢
於3月4日~3月16日期間，在紐西蘭威靈頓大使館、奧克蘭、布倫亨的投票站進行預先投票。1542張海外選票原先預計3月19日抵達泰國，但在3月22日裝著選票的袋子才被發現，在3月23日晚間送到泰國，在3月24日下午5時投票時間已經結束時，麻袋還放在泰國的貨物倉庫當中無人領取。
中選會主席逸提蓬3月26日召開會議審議紐西蘭泰國境外提前投票1542張選票是否作廢，最終決議這些選票全部無效，因無法及時送達350個選區以統一計票。

### 不分區議員計票問題
选举委员会制定的新选举法，采用四舍五入的方法，让至少10个得票率低于1%的小党归为得票1%，使这些小党获得至少一个席位。这一方法可能违反宪法第91条第4款规定而引发争议，惟宪法法庭上周裁定这个方法符合宪法，让众多小政党得以获分到议席，新成立的反对党未来前进党因这新计算法而少得七个席位。
未来前进党認為只有获得至少7万1000张选票的政党才有资格获分配不分区议席。7万1000这个数字是根据所有政党获得的选票总数除以500（即下议院总席次）而得出的。上述11个小党，除了一个以外，其他得票都少于7万1000张。

### 塔納通遭控告
2019年2月26日，塔納通和未來前進黨2名幹部被控，去年在臉書直播時散布有關軍政府的假訊息，若是遭到定罪，可能面臨5年牢獄之災。檢察官將在4月26日決定是否提控他。
2019年4月3日，因政府一名官員舉報，指未來前進黨黨魁塔納通在2015年違反刑法第116條款涉嫌煽動罪、違反刑法第119條涉嫌帶領嫌犯潛逃罪、以及第251條組織超過10人非法集會，若遭定罪將面臨9年的監禁。
2019年4月6日，未來前進黨黨魁塔納通應警方傳訊，前往曼谷巴吞汪地區警署聆聽指控和接受初步審訊後表示受到警方尊重與否認觸法，並認為這是在大選過後一個星期就對他進行指控，感覺有政治意味。歐盟、德國和其他國家的大使館人員和代表也到場觀察。全國和平秩序委員會（NPCO）發言人表示，警方和軍方按照正常程序處理這一案件，並希望大家不要把這個案件視為是「塔納通的案件」，而是事關法律公正的案件，有人已為此而坐牢。
2019年4月23日，中央選舉委員會指控未來前進黨黨魁塔納通違反選舉法中民代候選人或當選人在選前一段時間內禁止持有媒體股份的規定，要求塔納通必須在7天之內作出澄清解釋，如果證據顯示行為惡劣，則可能造成未來前進黨被解散。
2019年4月30日，塔納通提交給中選會26份資料，作為已在3月8日將以往所持的股份進行了轉讓的證據，與此同時也要求中選會對佛統府第一選區兩次計票結果不一致所存在的失誤承擔責任。
2019年5月16日，中央選舉委員會以塔納通參選時仍持有一間V-Luck Media媒體公司的股份，違反選舉法規為由向憲法法院申請取消塔納通的議員身分。如果憲法法院裁定有罪，除了被撤銷議員身分外，最高將面臨10年有期徒刑，甚至可能被禁止參政最高達到20年。
2019年5月23日，由於涉嫌違法持有媒體企業股份，憲法法庭下令暫時停止行使民代職務，直至法庭作出判決。

## 評論

### 打壓政治對手
不分區議員與區域議員的關係是此消彼長的連動關係，在區域席次上贏的愈多，反而減少該政黨在不分區上的席次，過往為泰黨在政黨總得票率的表現通常較區域席次亮眼，在新制度下為泰黨的影響力將可能因而大幅削弱。

### 造成小黨林立
此設計下任何參與區域議員的政黨皆可能分配到不分區議員的席次，有利於中小型政黨發展，未來可能造成多黨林立的局面。

### 總理產生方式不公
泰國的總理選舉，是由眾議院（500名）及參議院議員（250名）聯合投票選出，過半數同意而當選。由於參議院的議員全由軍方委任，換言之參議員全部支持現任總理帕拉育，現任總理帕拉育只要再在眾議院獲得四分一人支持，即126票便可以勝選。

## 民調結果

### 出口民調
| 民調結果/數據 | 為泰黨     | 人民國家力量黨 | 民主黨 | 泰自豪黨 | 未來前進黨 | 其他 | 領先 |    |    |    |
| ------------- | ---------- | -------------- | ------ | -------- | ---------- | ---- | ---- | -- | -- | -- |
| 民調結果/數據 | 2019年選舉 | 137            | 116    | 52       | 51         | 其他 | 領先 | 80 | 64 | 21 |

### 選前民調
| 民調結果/數據            | 為泰黨     | 人民國家力量黨 | 民主黨 | 泰自豪黨 | 未來前進黨 | 其他   | 領先 |    |    |    |
| ------------------------ | ---------- | -------------- | ------ | -------- | ---------- | ------ | ---- | -- | -- | -- |
| 民調結果/數據            | 2019年選舉 | 137            | 116    | 52       | 51         | 其他   | 領先 | 80 | 64 | 21 |
| Dusit Poll               | 173        | 96             | 88     | 40       | 49         | 54     | 77   |    |    |    |
| Super Poll / YouGov Asia | 163        | 96             | 77     | 59       | 40         | 55     | 67   |    |    |    |
| 2014                     | 無效       | 無效           | 無效   | 無效     | 無效       | 無效   | 無效 |    |    |    |
| 2011                     | 265        | N/A            | 159    | 34       | N/A        | 16.44% | 106  |    |    |    |

### 首相人選
| 民調結果/數據 | 為泰黨 | 人民國家力量黨 | 民主黨 | 泰自豪黨 | 未來前進黨 | 其他 | 領先 |
| ------------- | ------ | -------------- | ------ | -------- | ---------- | ---- | ---- |

## 票數統計
下表列出了選舉委員會於2019年5月28日宣布的350個地方選區的投票數和官方結果，以及2019年3月28日公佈的全國統計數據。
選舉委員會原定於選舉日20:00舉行新聞發布會，會在95％的選票中宣布非正式的初步結果。然而，這被推遲到21:30，選舉委員會主席隻公布了幾個選民統計數據。他說非官方結果要到第二天才會公佈。
部分初步結果顯示，人民國家力量黨和為泰黨在兩個領先位置上接近，其次是未來前進黨。民主黨的排在第四位，本次選舉是該黨參選以來最差的成績，艾比希在選舉之後迅速辭去黨內領導人的職務。
| Thai election diagram 2019 |                               |           |       |          |          |      |
| 政黨                       | 政黨                          | 得票      | %     | 席次     | 席次     | 席次 |
| 政黨                       | 政黨                          | 得票      | %     | 區域席位 | 政黨名單 | 總數 |
|                            | 人民國家力量黨                | 8,441,274 | 23.74 | 97       | 19       | 116  |
|                            | 為泰黨                        | 7,881,006 | 22.16 | 136      | 0        | 136  |
|                            | 未來前進黨                    | 6,254,726 | 17.65 | 30       | 50       | 80   |
|                            | 民主黨                        | 3,947,726 | 10.92 | 33       | 21       | 54   |
|                            | 泰自豪黨                      | 3,732,883 | 10.33 | 39       | 13       | 52   |
|                            | 泰自由黨                      | 826,530   | 2.29  | 0        | 11       | 11   |
|                            | 泰國家發展黨                  | 782,031   | 2.29  | 6        | 5        | 11   |
|                            | 新經濟                        | 485,664   | 1.34  | 0        | 6        | 6    |
|                            | 民族黨                        | 485,436   | 1.34  | 6        | 0        | 6    |
|                            | 為國黨                        | 419,393   | 1.16  | 0        | 5        | 5    |
|                            | 泰國行動聯盟                  | 416,324   | 1.15  | 1        | 4        | 5    |
|                            | 全國發展黨                    | 252,044   | 0.70  | 1        | 2        | 3    |
|                            | 泰國地方力量黨                | 213,129   | 0.59  | 0        | 2        | 2    |
|                            | 泰國森林保護黨                | 136,597   | 0.38  | 0        | 1        | 1    |
|                            | 泰國人民力量黨                | 81,733    | 0.23  | 0        | 1        | 1    |
|                            | 泰國國家力量黨                | 73,871    | 0.20  | 0        | 1        | 1    |
|                            | 人民進步黨                    | 69,417    | 0.19  | 0        | 0        | 0    |
|                            | (Palang Thai Rak Thai)        | 60,840    | 0.17  | 0        | 0        | 0    |
|                            | 泰國文明黨                    | 60,421    | 0.17  | 0        | 0        | 0    |
|                            | Prachaniyom                   | 56,617    | 0.16  | 0        | 0        | 0    |
|                            | 泰國教師為人民黨              | 56,339    | 0.16  | 0        | 0        | 0    |
|                            | 泰國人民公正黨                | 47,848    | 0.13  | 0        | 0        | 0    |
|                            | 人民改革黨                    | 45,508    | 0.13  | 0        | 0        | 0    |
|                            | 泰國公民力量黨                | 44,766    | 0.12  | 0        | 0        | 0    |
|                            | 新民主黨                      | 39,792    | 0.11  | 0        | 0        | 0    |
|                            | 新正義力量黨                  | 35,533    | 0.10  | 0        | 0        | 0    |
|                            | (Thairaktham)                 | 33,748    | 0.09  | 0        | 0        | 0    |
|                            | 愛祖國黨                      | 31,307    | 0.17  | 0        | 0        | 0    |
|                            | 新選擇黨                      | 29,607    | 0.08  | 0        | 0        | 0    |
|                            | (Paradonphab)                 | 27,799    | 0.08  | 0        | 0        | 0    |
|                            | 民主力量黨                    | 26,617    | 0.07  | 0        | 0        | 0    |
|                            | (heu Khon)                    | 26,598    | 0.07  | 0        | 0        | 0    |
|                            | 泰力構建民族黨                | 23,059    | 0.06  | 0        | 0        | 0    |
|                            | 綠黨                          | 22,662    | 0.06  | 0        | 0        | 0    |
|                            | 佛法之地                      | 21,463    | 0.06  | 0        | 0        | 0    |
|                            | (Mahachon Party)              | 17,867    | 0.05  | 0        | 0        | 0    |
|                            | 社會力量黨                    | 17,683    | 0.05  | 0        | 0        | 0    |
|                            | 泰國農民連線黨                | 17,664    | 0.05  | 0        | 0        | 0    |
|                            | (Thaen Khun Phaendin Party)   | 17,112    | 0.05  | 0        | 0        | 0    |
|                            | 暹羅發展黨                    | 16,839    | 0.05  | 0        | 0        | 0    |
|                            | (Phuea Tham Party)            | 15,365    | 0.04  | 0        | 0        | 0    |
|                            | (Ruam Jai Thai Party)         | 13,457    | 0.04  | 0        | 0        | 0    |
|                            | (Klong Thai Party)            | 12,946    | 0.04  | 0        | 0        | 0    |
|                            | (Phungluang Party)            | 12,576    | 0.03  | 0        | 0        | 0    |
|                            | 泰國網路黨                    | 12,268    | 0.03  | 0        | 0        | 0    |
|                            | 泰國人口黨                    | 11,839    | 0.03  | 0        | 0        | 0    |
|                            | 泰公民黨                      | 11,043    | 0.03  | 0        | 0        | 0    |
|                            | 泰國民族黨                    | 9,757     | 0.03  | 0        | 0        | 0    |
|                            | (Palang Thai Rak Chart Party) | 9,685     | 0.03  | 0        | 0        | 0    |
|                            | 信仰之力量黨                  | 9,561     | 0.03  | 0        | 0        | 0    |
|                            | 新希望黨                      | 9,074     | 0.03  | 0        | 0        | 0    |
|                            | (Phuea Thai Pattana Party)    | 8,095     | 0.02  | 0        | 0        | 0    |
|                            | (Thinkakhao Party)            | 6,799     | 0.02  | 0        | 0        | 0    |
|                            | 泰國教師力量黨                | 6,398     | 0.02  | 0        | 0        | 0    |
|                            | 泰國道德黨                    | 5,942     | 0.02  | 0        | 0        | 0    |
|                            | (Glang Party)                 | 5,447     | 0.02  | 0        | 0        | 0    |
|                            | 泰國社會民主黨                | 5,334     | 0.01  | 0        | 0        | 0    |
|                            | 平民黨                        | 5,321     | 0.01  | 0        | 0        | 0    |
|                            | 基礎黨                        | 4,786     | 0.01  | 0        | 0        | 0    |
|                            | 愛之力量黨                    | 4,624     | 0.01  | 0        | 0        | 0    |
|                            | (Palang Pandinthong Party)    | 4,568     | 0.01  | 0        | 0        | 0    |
|                            | (Thai Rung Rueng Party)       | 4,237     | 0.01  | 0        | 0        | 0    |
|                            | (Bhumphalangkasettrakonthai)  | 3,535     | 0.01  | 0        | 0        | 0    |
|                            | (Rak Thongthin Thai Party)    | 3,254     | 0.01  | 0        | 0        | 0    |
|                            | 泰力工黨                      | 2,951     | 0.01  | 0        | 0        | 0    |
|                            | Thai Dee Power Party          | 2,536     | 0.01  | 0        | 0        | 0    |
|                            | 泰國的平民黨                  | 2,353     | 0.01  | 0        | 0        | 0    |
|                            | 合作力量黨                    | 2,343     | 0.01  | 0        | 0        | 0    |
|                            | (Phue Cheevitmai Party)       | 1,595     | 0.00  | 0        | 0        | 0    |
|                            | 泰國發展黨                    | 1,079     | 0.00  | 0        | 0        | 0    |
|                            | (Phue Sahagon Thai Party)     | 905       | 0.00  | 0        | 0        | 0    |
|                            | 人民投票黨                    | 791       | 0.00  | 0        | 0        | 0    |
|                            | 泰國橡膠黨                    | 610       | 0.00  | 0        | 0        | 0    |
|                            | 民主與人民黨                  | 562       | 0.00  | 0        | 0        | 0    |
|                            | (Rakstham Party)              | 446       | 0.00  | 0        | 0        | 0    |
|                            | 泰國未來黨                    | 198       | 0.00  | 0        | 0        | 0    |
|                            | (Kasikornthai Party)          | 183       | 0.00  | 0        | 0        | 0    |
| 總計                       | 總計                          | 35561556  | 100   | 350      | 150      | 500  |
| 來源: Election Commission  |                               |           |       |          |          |      |

| 有效票                      | 35,532,645 | 92.85% |
| 無效票/空白票               | 2,130,327  | 5.57%  |
| 以上皆非                    | 605,392    | 1.58%  |
| 投票人數                    | 38,268,366 | 74.69% |
| 棄權                        | 12,971,272 | 25.31% |
| 登記選民                    | 51,239,638 |        |
| Source: Election Commission |            |        |

## 來源
1. ↑  . www.cna.com.tw.   [2019-07-25]. （原始内容存档于2019-11-28） （中文（臺灣））.
2. ↑  Nguyen, Anuchit; Thanthong-Knight, Randy. . Bloomberg. 2019-01-23  [23 January 2019]. （原始内容存档于2020-11-18）.
3. ↑  中華民國對外貿易發展協會. . info.taiwantrade.com.   [2019-03-23]. （原始内容存档于2019-06-02）.
4. 1 2  . www.aseantop.com.   [2019-06-11]. （原始内容存档于2019-08-03）.
5. ↑  . BBC. 2014-05-22  [2014-05-23]. （原始内容存档于2014-05-23）.（英文）
6. ↑  . The Voice of Russia. 2014-02-18  [2014-05-23]. （原始内容存档于2014-05-23）.（英文）
7. ↑  . 泰國世界日報. （原始内容存档于2018-07-17）.
8. ↑  . 中國時報.   [2014-03-22]. （原始内容存档于2019-06-02）.
9. ↑  . 天下雜誌. （原始内容存档于2019-09-15）.
10. ↑  . Bangkokpost. 7 may 2014  [22 May 2014]. （英文）
11. ↑   [The end of Yingluck and her fellow ministers, charter court removed them over abuse of power to transfer Thawin in favour of Priewpan]. Manager. 2014-05-07  [2014-05-07]. （原始内容存档于2014-05-08） （泰语）.
12. ↑  . Bangkok Post. 2014-05-07  [2014-05-07].（英文）
13. ↑   [RTA commander declares martial law nationwide, effective from today, 03:00 hrs]. Manager. 2014-05-20  [2014-05-20]. （原始内容存档于2014-05-20） （泰语）.
14. ↑  . CNBC. 2014-05-19  [2014-05-22]. （原始内容存档于2014-05-22）.（英文）
15. ↑  Thai military candidates dissolve Senate[]，Al Jazeera，24 May 2014 13:53，2014-05-25查閱。（英文）
16. ↑  軍方解散參院 泰民主制度不存 （页面存档备份，存于），中央社，2014-05-24，2014-05-25查閱。（繁體中文）
17. ↑  泰國政變！　泰國軍方宣布接管政府 （页面存档备份，存于），台灣蘋果日報，2014-05-22，2014-05-22查閱。（繁體中文）
18. ↑  泰國政變！【最新】泰國軍方發動政變 （页面存档备份，存于），中央社，2014-05-22，2014-05-22查閱。（繁體中文）
19. ↑  Thai military says it's taken over the country in a coup （页面存档备份，存于），CNN，2014-05-22，2014-05-22查閱。（英文）
20. ↑  泰陸軍總司令宣布：軍方接管政府 （页面存档备份，存于），中天新聞，2014-05-22，2014-05-22查閱。（繁體中文）
21. ↑  泰國政變 軍方宣布接掌政權 （页面存档备份，存于），yam，2014-05-22，2014-05-22查閱。（繁體中文）
22. ↑  泰國政變 軍方宣布接管政府 (18:15) （页面存档备份，存于），明報，2014-05-22，2014-05-22查閱。（繁體中文）
23. ↑  泰國軍方宣布政變 泰銖急貶 （页面存档备份，存于），聯合報，2014-05-22，2014-05-22查閱。（繁體中文）
24. ↑  . 新浪.   [2014-05-23]. （原始内容存档于2014-05-23） （中文（简体））.
25. ↑  2014年5月30日，政变领导人 （页面存档备份，存于） BBC新闻 称泰国选举不是一年 （页面存档备份，存于）
26. ↑  Sattaburuth, Aekarach; Nanuam, Wassana. . Bangkok Post. 11 January 2018  [4 February 2018]. （原始内容存档于2019-09-15）.
27. ↑  Niyomyat, Aukkarapon. . Reuters. 2017-10-10  [18 February 2018]. （原始内容存档于2019-10-21）.
28. ↑  . Bangkok Post. 18 February 2018  [18 February 2018]. （原始内容存档于2019-09-15）.
29. ↑  Hariraksapitak, Pracha; Niyomyat, Aukkarapon. . Reuters. 2018-01-25  [18 February 2018]. （原始内容存档于2019-05-31）.
30. ↑  . BBC.   [2019-03-30]. （原始内容存档于2019-06-02）.
31. ↑  . 泰國世界日報.   [2019-04-08]. （原始内容存档于2019-09-15）.
32. 1 2 3  TNL特稿. . The News Lens 關鍵評論網. 2019-03-23  [2019-03-23]. （原始内容存档于2019-03-27） （中文（繁體））.
33. ↑  .   [2019-04-08]. （原始内容存档于2019-06-02）.
34. ↑  ASEAN：Indochina, 關鍵評論網. . The News Lens 關鍵評論網. 2019-02-18  [2019-04-08]. （原始内容存档于2019-06-02） （中文（繁體））.
35. ↑  . The Nation.   [29 November 2018]. （原始内容存档于2019-03-24） （英语）.
36. ↑  . www.udnbkk.com.   [2019-06-06]. （原始内容存档于2019-08-02）.
37. ↑  . www.udnbkk.com.   [2019-06-06]. （原始内容存档于2019-08-05）.
38. ↑  . （原始内容存档于2019-06-02）.
39. ↑  . （原始内容存档于2019-06-08）.
40. ↑  . 轉角國際. （原始内容存档于2020-10-24）.
41. ↑  . 泰國世界日報.   [2019-03-30]. （原始内容存档于2019-06-11）.
42. ↑  . 泰國世界日報.   [2019-03-30]. （原始内容存档于2019-11-27）.
43. ↑  . Rti 中央廣播電臺.   [2019-04-08]. （原始内容存档于2019-09-02） （中文）.
44. 1 2  . 泰國世界日報.   [2019-04-08]. （原始内容存档于2019-09-15）.
45. ↑  泰国世界日报. . 泰國世界日報.   [2019-05-04]. （原始内容存档于2019-09-15）.
46. ↑  泰国世界日报. . 泰國世界日報.   [2019-05-04]. （原始内容存档于2019-09-15）.
47. ↑  .   [2019-05-16]. （原始内容存档于2019-06-10） （中文（臺灣））.
48. ↑  . www.udnbkk.com.   [2019-05-30]. （原始内容存档于2019-08-07）.
49. ↑  .   [2019-03-29]. （原始内容存档于2020-12-19）.
50. ↑  ตรีสุวรรณ, หทัยกาญจน์. . 24 March 2019  [16 April 2019]. （原始内容存档于2020-11-27） （英国英语）.
51. ↑  Election Commission.  (PDF). 8 May 2019  [9 May 2019]. （原始内容 (PDF)存档于2019-05-09）.
52. ↑  Election Commission.  (PDF). 28 March 2019  [30 March 2019]. （原始内容存档 (PDF)于2019-03-28）.